# Юпитер (объективы)

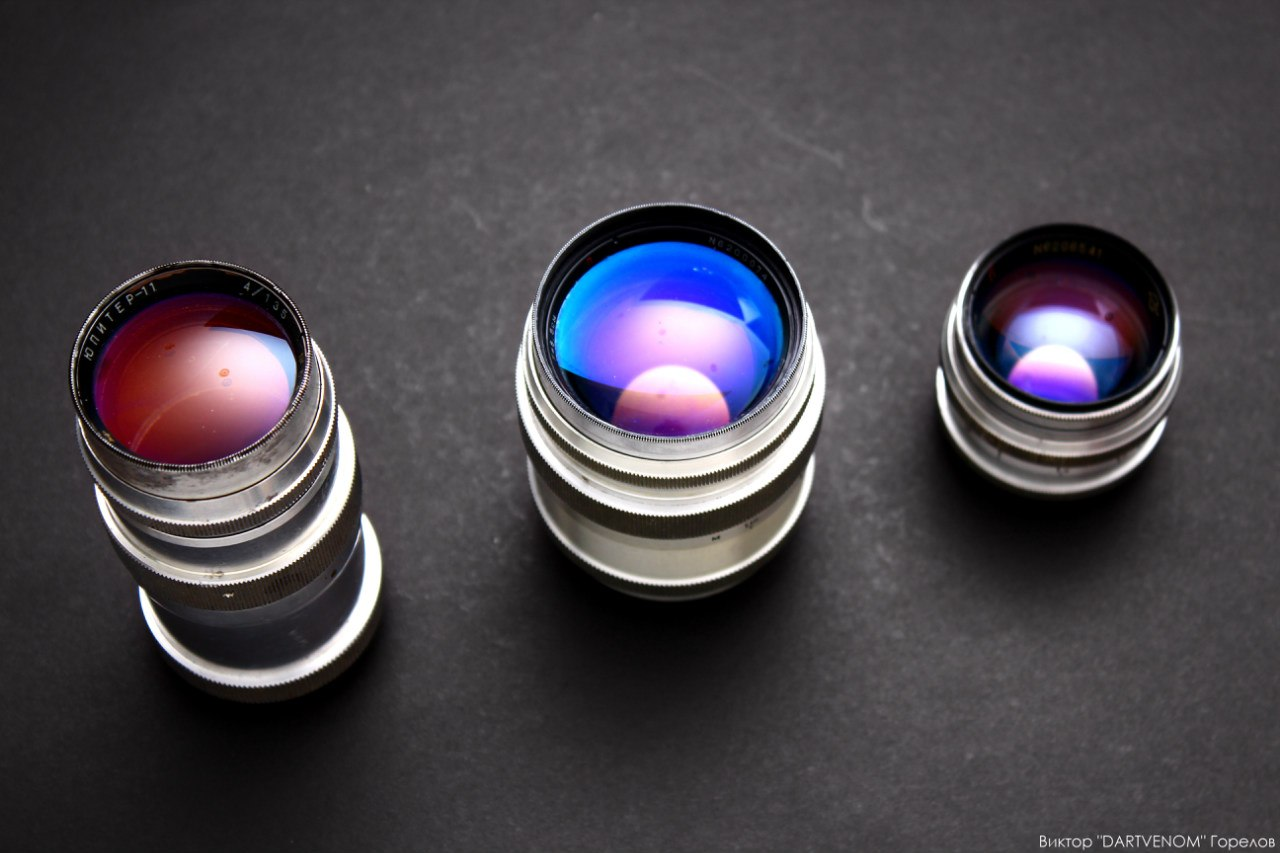
Объективы семейства «Юпитер»

Юпи́тер — семейство фотографических объективов анастигматов типа «Зоннар», выпускавшихся в СССР с 1948 года. Большинство «Юпитеров» созданы для малоформатных фотоаппаратов, но это же название носят и некоторые киносъёмочные объективы, а также оптика для специальных видов аппаратуры.

## Историческая справка

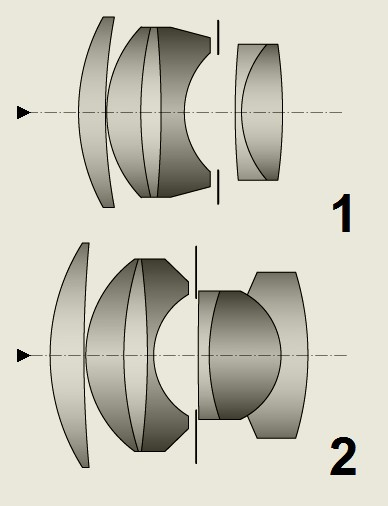
Оптическое устройство прототипов «Юпитера» типа Zeiss Sonnar: 1 — 50/2,0; 2 — 50/1,5

Объективы «Юпитер» появились в СССР после окончания войны, когда в счёт репараций была получена конструкторская документация, запасы сырья и производственное оборудование для изготовления немецкой фотоаппаратуры. После 1945 года все германские патенты были аннулированы странами Антигитлеровской коалиции, и разрешено свободное копирование довоенных разработок. Первые «Юпитеры» стали советскими вариантами объективов серии Zeiss Sonnar. 
Однако, они не являются буквальными копиями, поскольку для оригинальных «Зоннаров» необходимо оптическое стекло определённых сортов, не производившихся в Советском Союзе. Поэтому, с июля 1947 по апрель 1949 года под руководством оптика Михаила Мальцева 4 объектива «Зоннар» были заново рассчитаны в ГОИ под доступный в СССР сортамент стёкол. Тем не менее, некоторые из них до 1954 года выпускались на КМЗ из вывезенных запасов немецкого стекла под названием «Юпитер». В первую очередь были скопированы сменные объективы, разработанные Людвигом Бертеле ещё в 1932 году для фотоаппаратов Contax: Zeiss Sonnar 50/1,5; Zeiss Sonnar 50/2,0 и Zeiss Sonnar 85/2,0. Они предназначались для советской копии этих же камер, производство которой запускалось на киевском заводе «Арсенал» под названием «Киев». 
Тогда же, в декабре 1947 года, был перерассчитан под советское стекло светосильный телеобъектив Zeiss Sonnar 180/2,8, предназначавшийся для комбинации дальномерного фотоаппарата с зеркальной приставкой Flektoskop. Позднее он выпущен с маркировкой «Юпитер-6» для только что появившегося «Зенита». Успешный запуск серийного производства советских копий «Зоннаров» позволил в скором времени начать собственные разработки на основе этой принципиальной схемы. Так появились объективы, созданные для первых зеркальных фотоаппаратов, и 16-мм кинокамер. Из-за особенностей оптического принципа, заложенного Бертеле, большинство «Юпитеров» были телеобъективами с высокой светосилой. На момент появления «Юпитера-3» он был самым светосильным в СССР нормальным объективом.

## Объективы «Юпитер»
Точные значения фокусных расстояний не всегда совпадают с указанными на оправе округлёнными цифрами и приводятся из каталога разработчика объективов ГОИ им. Вавилова.

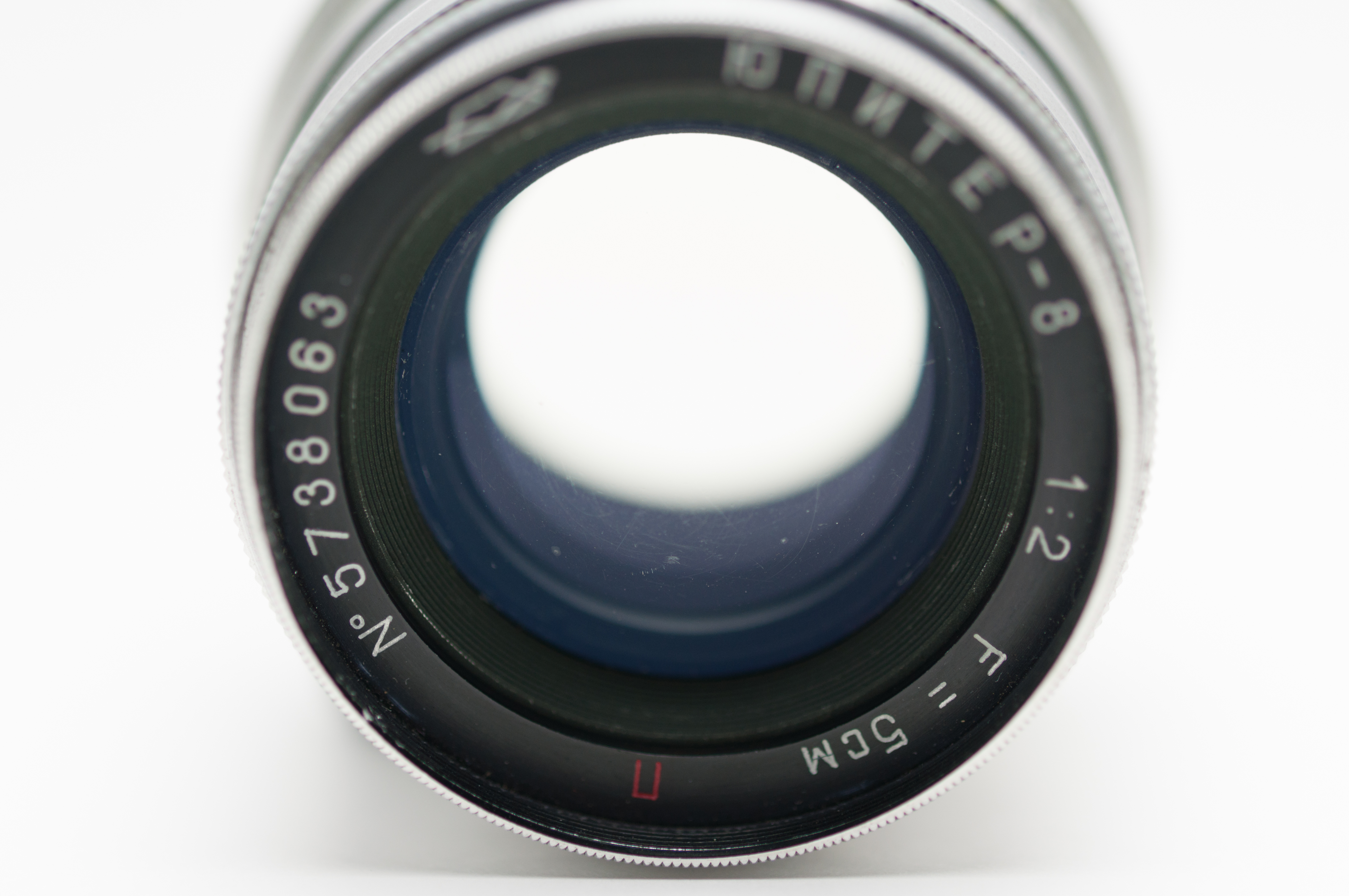
Объектив «Юпитер-8», КМЗ

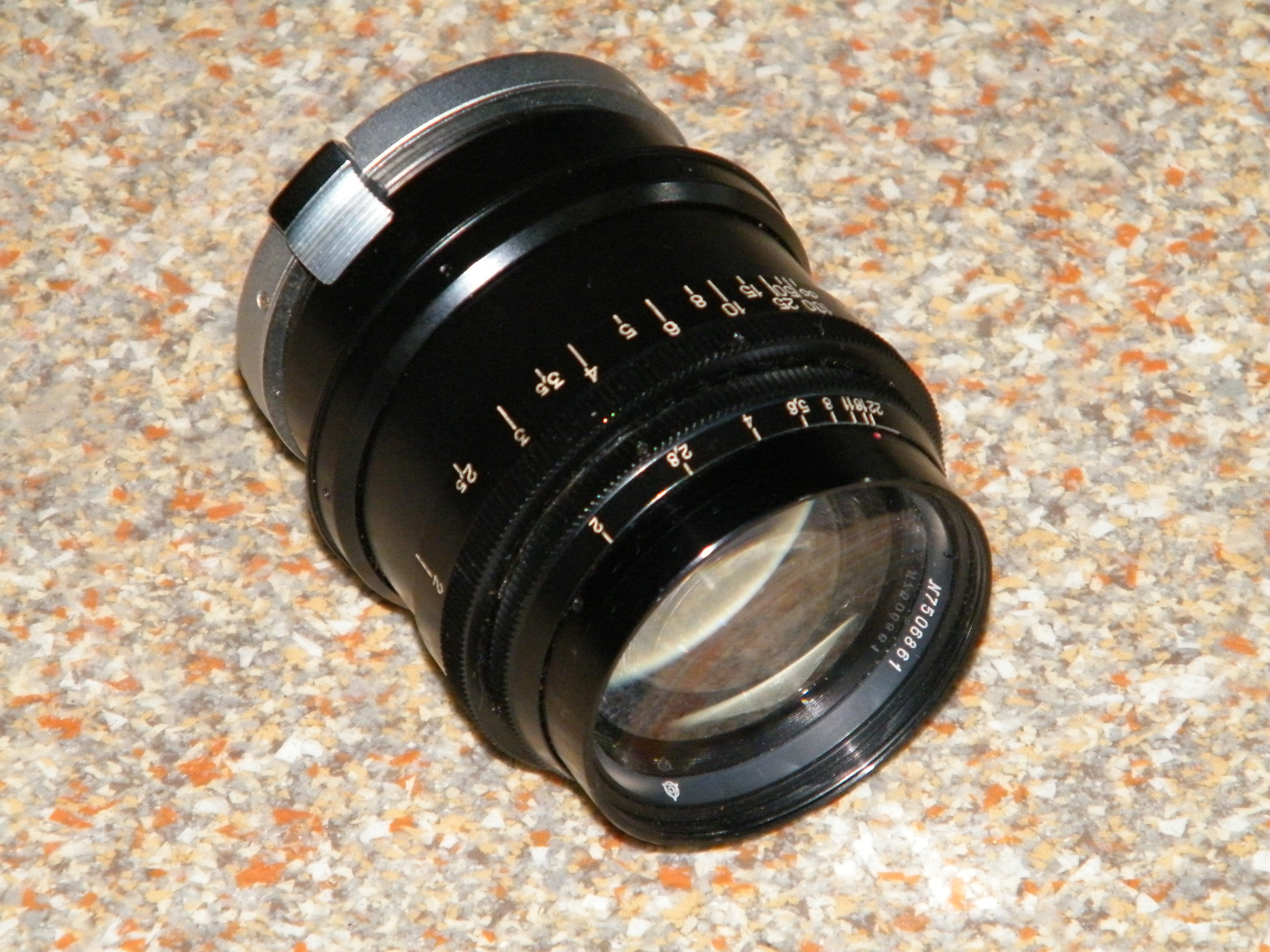
Объектив «Юпитер-9» с байонетом Contax

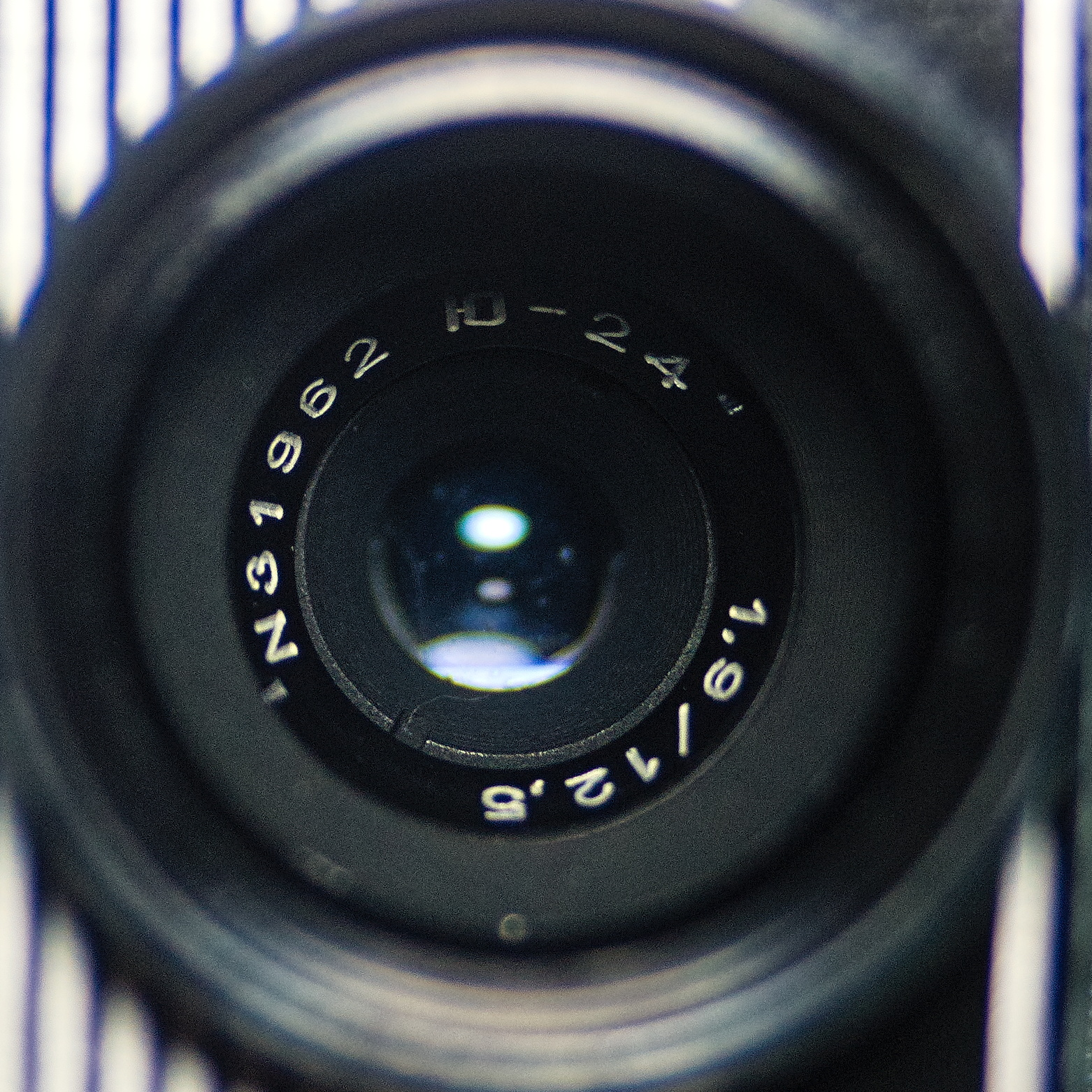
Объектив «Юпитер-24» жестковстроенный в кинокамеру Кварц

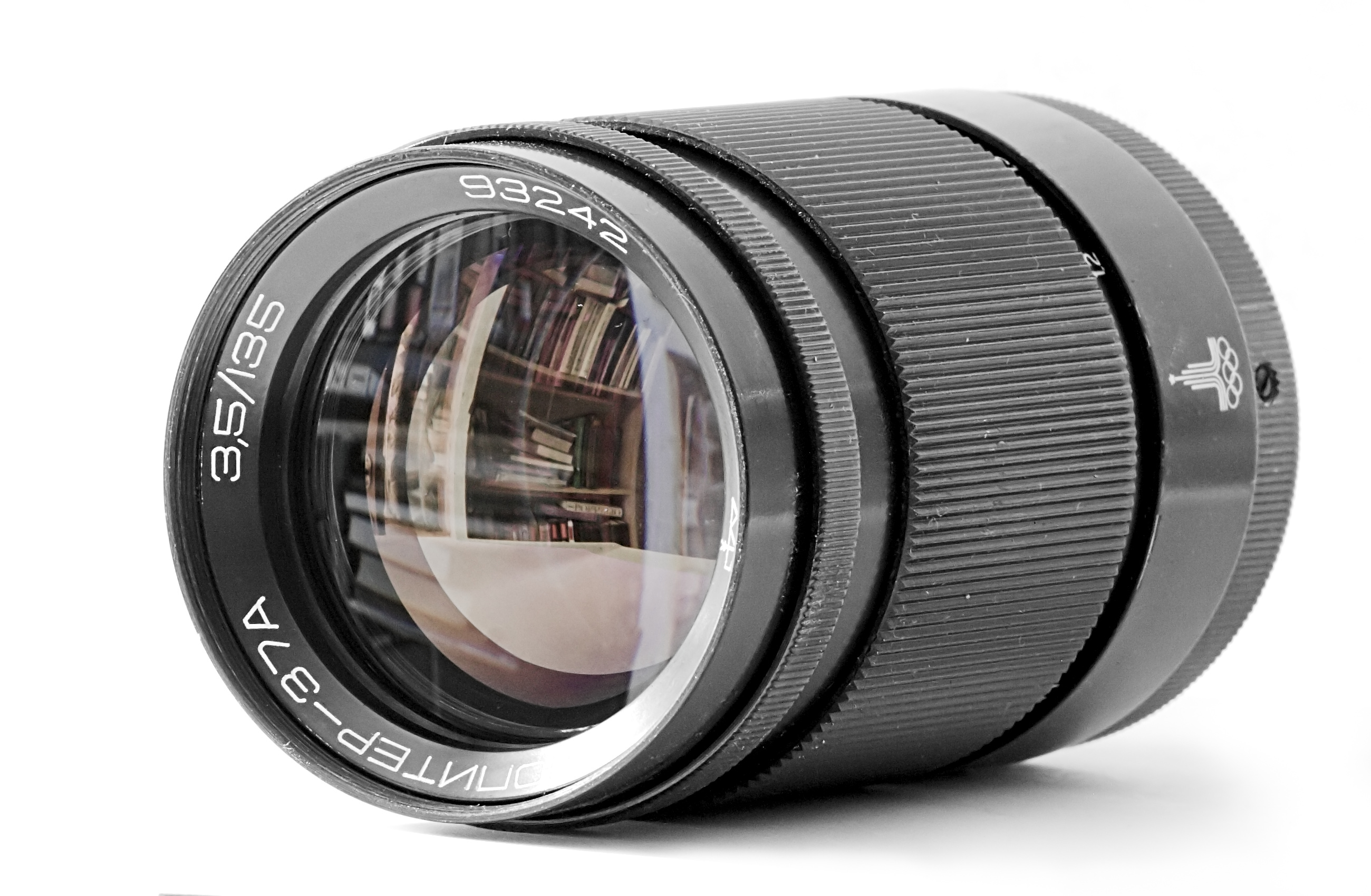
Объектив «Юпитер-37А» со сменным хвостовиком

| Модель     | Присоединение                           | Фокусное расстояние | Светосила | Угловое поле |
| ---------- | --------------------------------------- | ------------------- | --------- | ------------ |
| Юпитер-3   | Киев-Contax, М39×1                      | 52,54 мм            | ƒ/1,5     | 45°          |
| Юпитер-4М  | Киев-Contax                             | 50 мм               | ƒ/2,0     |              |
| Юпитер-6   | М39×1, М42×1                            | 180,29 мм           | ƒ/2,8     | 14°          |
| Юпитер-8   | Киев-Contax, М39×1                      | 52,4 мм             | ƒ/2,0     | 45°          |
| Юпитер-9   | М39×1, М42×1, Киев-Contax, Киев-Автомат | 84,46 мм            | ƒ/2,0     | 28°50'       |
| Юпитер-10  |                                         | 17 мм               | ƒ/1,8     | 45°          |
| Юпитер-11  | М39×1, М42×1, Киев-Contax, Киев-Автомат | 133,12 мм           | ƒ/4,0     | 18°30'       |
| Юпитер-12  | М39×1, Киев-Contax                      | 35,7 мм             | ƒ/2,8     | 63°          |
| Юпитер-13  |                                         | 125 мм              | ƒ/1,5     |              |
| Юпитер-14  |                                         | 19 мм               | ƒ/1,8     | 45°          |
| Юпитер-16  |                                         | 50 мм               | ƒ/2,0     | 41°          |
| Юпитер-17  | М39×1, M24×1                            | 52,49 мм            | ƒ/2,0     | 45/27°       |
| Юпитер-18  |                                         | 19 мм               | ƒ/1,8     | 42°          |
| Юпитер-21  | М39×1, М42×1                            | 200 мм              | ƒ/4,0     | 12°          |
| Юпитер-22  |                                         | 75 мм               | ƒ/2,0     | 35°          |
| Юпитер-23  | М39×1                                   | 85 мм               | ƒ/2,5     | 28°          |
| Юпитер-24  | 8-мм киноплёнка, Кварц                  | 12,2 мм             | ƒ/1,9     | 32°30'       |
| Юпитер-25Ц | Байонет Ц                               | 85 мм               | ƒ/2,5     | 28°          |
| Юпитер-29  |                                         | 74,88 мм            | ƒ/1,8     | 10°          |
| Юпитер-30  | М39×1                                   | 85 мм               | ƒ/2,0     | 28°          |
| Юпитер-36  | Байонет Б, Байонет В                    | 250 мм              | ƒ/3,5     | 19°          |
| Юпитер-37  | М42×1, байонет K                        | 135 мм              | ƒ/3,5     | 18°          |
| Юпитер-38  | М42×1                                   | 75 мм               | ƒ/4,0     | 35°          |
| Юпитер-39  | М42×1                                   | 135 мм              | ƒ/5,6     | 18°          |
| Юпитер-100 | ОСТ-19                                  | 100 мм              | ƒ/2,5     | 24°          |
| Юпитер-200 | ОСТ-19                                  | 200 мм              | ƒ/4,0     | 12°          |